# Zakłady Chemiczne Zachem w Bydgoszczy

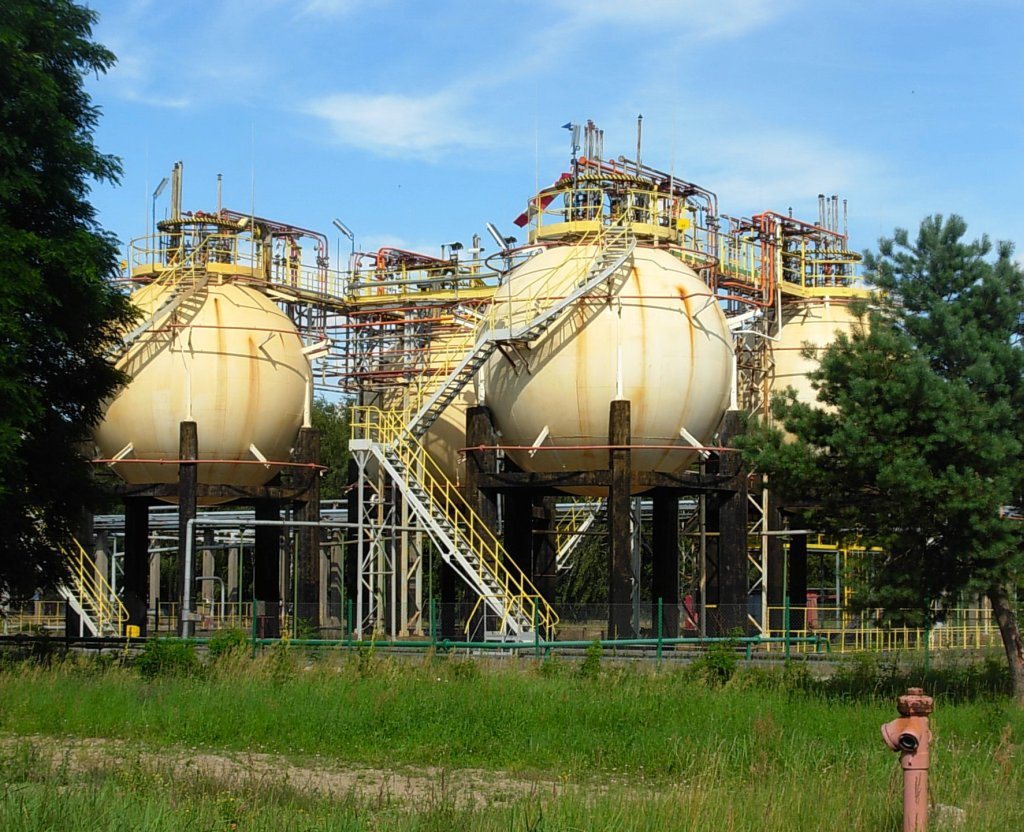
Instalacje chemiczne Zachemu – 4 zbiorniki na ciekły propylen, zdemontowane w 2020

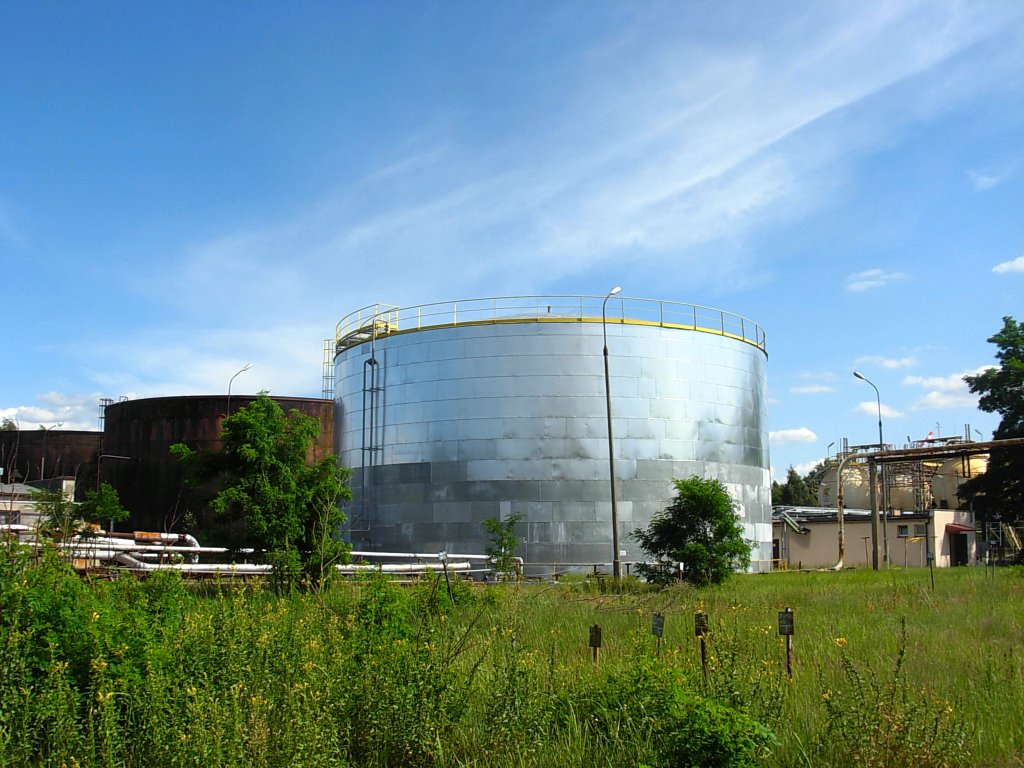
Zbiorniki

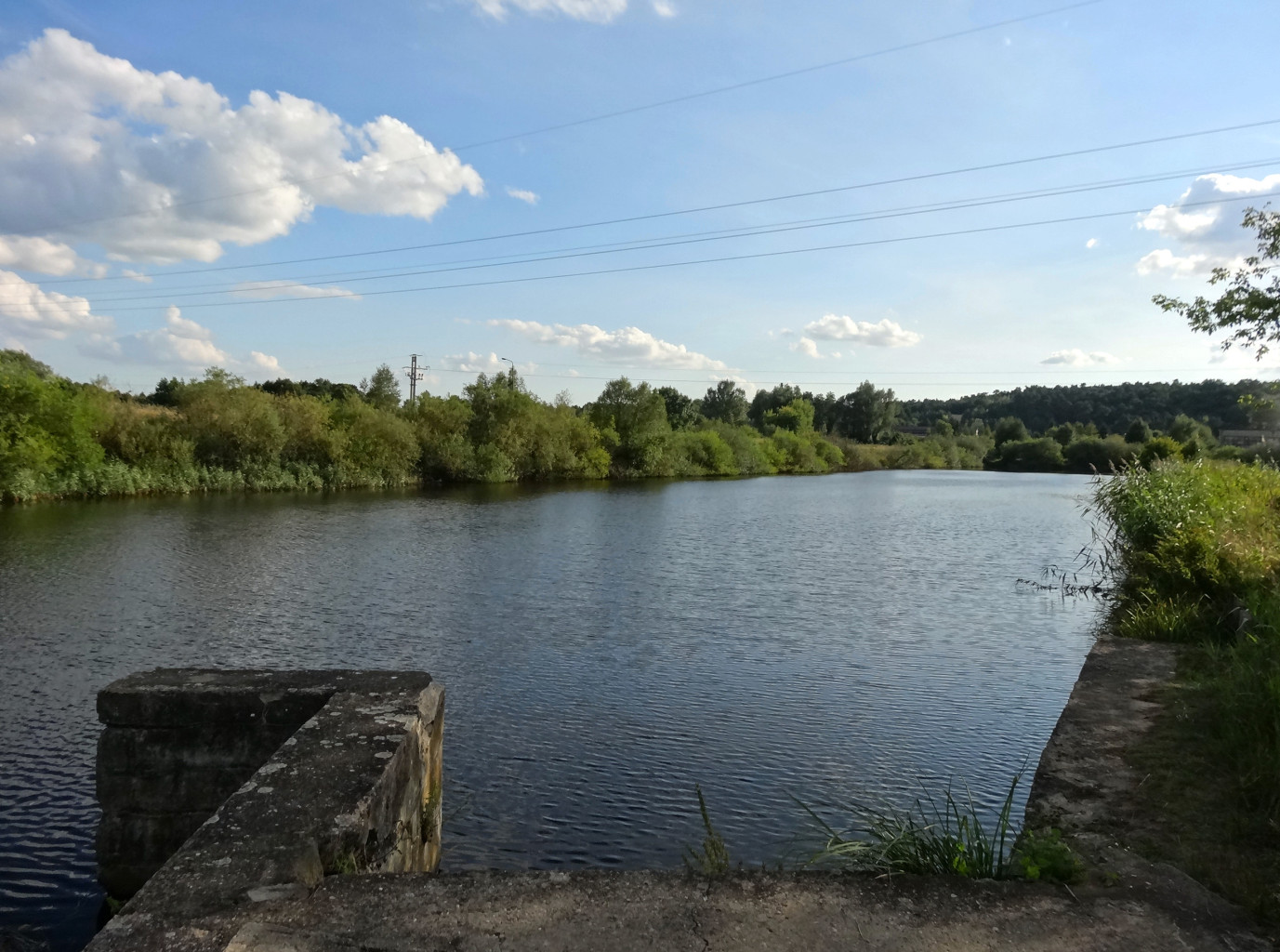
Ujęcie wody z Wisły w Łęgnowie dla Zakładów Chemicznych Zachem

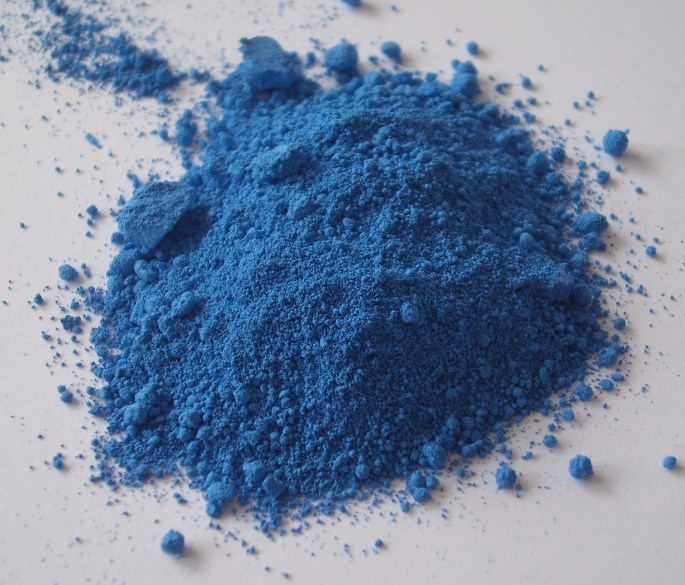
Pigment syntetyczny – jeden z produktów zakładu

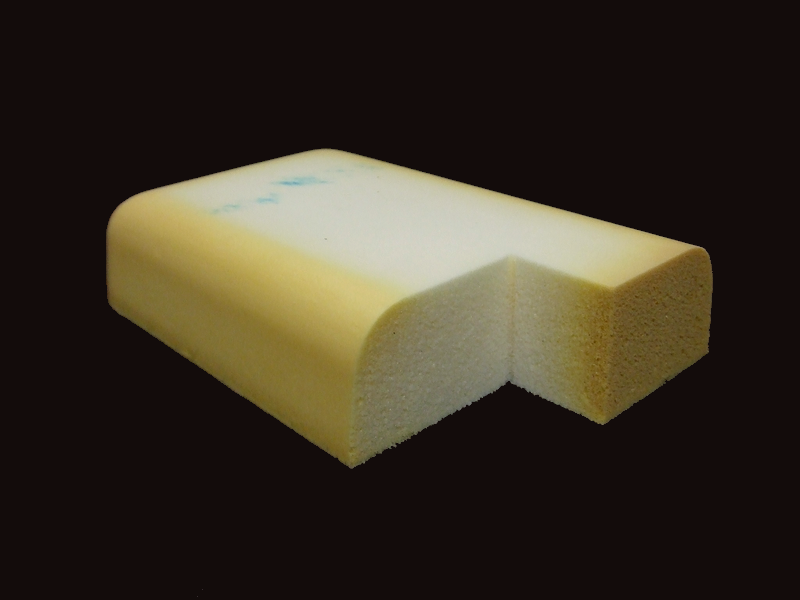
Pianka poliuretanowa – jeden z produktów zakładu

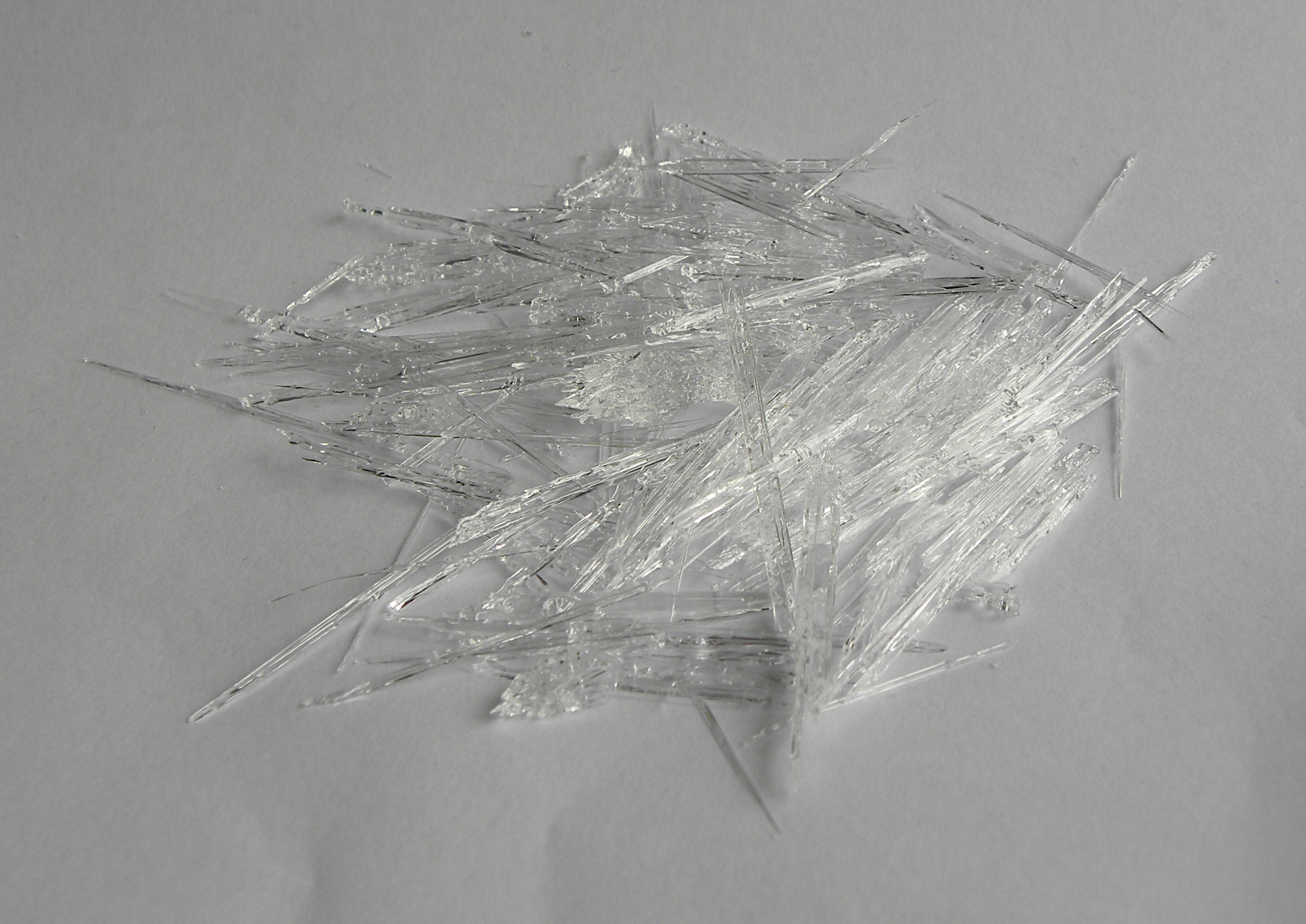
Fenol produkowany w latach 1961–1990

Zakłady Chemiczne Zachem w Bydgoszczy – istniejące w latach 1948–2014 w Bydgoszczy przedsiębiorstwo branży wielkiej syntezy chemicznej. Obecnie istnieje jako  Bydgoski Park Przemysłowy.

## Charakterystyka
Zakłady Chemiczne „Zachem” w Bydgoszczy były producentem materiałów wybuchowych (do 1992) barwników, pianek poliuretanowych oraz szeregu półproduktów chemii organicznej. Należały do strategicznych zakładów branży wielkiej syntezy chemicznej.

### Produkty
Profil produkcji w Zakładach Chemicznych zmieniał się na przestrzeni lat. W latach 1948–1952 produkowano głównie materiały wybuchowe dla wojska i górnictwa: trotyl, pentryt, tetryl i heksogen, a od 1955 także produkty dla celów cywilnych: wyroby z przetworzonego PCW, barwniki, pigmenty, fenol. W 1971 uruchomiono produkcję elastycznych pianek poliuretanowych formowanych (na potrzeby motoryzacji) oraz pianek w postaci bloków (dla przemysłu meblarskiego), a od 1974 produkty elektrolizy solanki, fosgen, DNT, toluenodiaminy (TDA) i toluenodiizocyjanian (TDI). W 1981 rozpoczęto produkcję epichlorohydryny (EPI). W latach 1992–2009 kilkukrotnie rozbudowywano instalacje produkcji TDI (technologia: własna) oraz pianek PUR.

### Spuścizna
Po upadłości zakładów w 2012 jego spuścizną są nadal działające firmy m.in.:
- Nitro-Chem S.A. w Bydgoszczy – producent materiałów wybuchowych, w składzie Polskiego Holdingu Obronnego
- Boruta-Zachem S.A. w Bydgoszczy – producent barwników, pigmentów, rozjaśniaczy optycznych oraz preparatów chemii gospodarczej i produktów kosmetycznych na bazie biosurfaktantów, powstała z połączenia spółki Zachem-Barwniki oraz Zakładów Przemysłu Barwników „Organika-Boruta” w Zgierzu
- Metalko – producent aparatury chemicznej, zatrudnia 220 pracowników i składa się z 3 niezależnych zakładów: zakładu budowy aparatury, zakładu antykorozyjnego i zakładu maszyn wirowych. Zysk netto za 2016: 7,4 mln zł[3]
- Transchem i Transclean – Proclena
- i PC Logistic -przedsiębiorstwa transportowo-spedycyjne (transport chemikaliów)
- Metalpur – producent bloków i płyt z pianki PUR
- Regula – automatyka przemysłowa
- Sopur – producent lakierów, bejcy, olejów do drewna
- Purinova – producent polioli poliestrowych oraz systemów poliuretanowych
- Wytwórnia Pianek poliuretanowych – producent kształtek z pianki dla meblarstwa, motoryzacji i kolejnictwa
- UCR Technika – usługi utrzymania ciągłości ruchu instalacji i obiektów przemysłowych

Zakłady przyczyniły się również do rozwoju urbanistycznego i gospodarczego południowo-wschodniej części Bydgoszczy. Nieużytkowane tereny inwestycyjne włączano etapami od 2004 roku do Bydgoskiego Parku Przemysłowo-Technologicznego. Tzw. Stare Kapuściska, budowane w latach 1951–1960 to dawne osiedle zakładowe Zachemu. Na jego terenie znajduje się Zespół Szkół Chemicznych – założona w 1950 szkoła przyzakładowa. Do dwóch bram zakładów (ul. Wojska Polskiego, ul. Hutnicza) doprowadzono linię tramwajową „Brda” (1953), zbudowano zakładowy hotel („Chemik”), przychodnie, kluby sportowe (Chemik Bydgoszcz, Łuczniczka Bydgoszcz).
Na terenach po zakładach powstało wiele firm produkcyjnych i logistycznych, np. w latach 2021-2022 firma 7R wybudowała centrum magazynowe przy ul. Wojska Polskiego. W połowie III dekady XXI wieku na terenie parku przemysłowego funkcjonowało 187 przedsiębiorstw.

## Historia

### Początki
Przedsiębiorstwo znajdowało się na terenie dawnej fabryki DAG Fabrik Bromberg (1939–1945), wzniesionej przez władze III Rzeszy, przeznaczonej do produkcji materiałów wybuchowych i elaboracji amunicji na potrzeby Wehrmachtu. Fabryka składała się z kilkuset budynków, w tym z wielkich betonowych bunkrów odpornych na wybuchy. W 1945 na polecenie Komisji Trofeów Wojennych Armii Czerwonej, żołnierze radzieccy wywieźli wszystkie urządzenia techniczne do ZSRR. Ogółem wywieziono ok. 1800 załadowanych wagonów kolejowych. Jest to przykład jednego z największych demontaży w Polsce, jakie przeprowadził Związek Radziecki. Pozostały jedynie puste budynki produkcyjne i socjalne, linie technologiczne oraz setki kilometrów dróg wewnętrznych, bocznic kolejowych i sieci podziemnych i napowietrznych. Latem 1945 po wycofaniu Armii Czerwonej, na terenie fabryki stacjonowały oddziały Korpusu Bezpieczeństwa Wewnętrznego. W lipcu 1945 zakład przejął Centralny Zarząd Przemysłu Chemicznego, a później Centralny Zarząd Przemysłu Zbrojeniowego w Warszawie. Państwowa Wytwórnia Prochów w Łęgnowie objęła część wschodnią (od linii kolejowej), w 1951 przemianowano ją na Wytwórnię Chemiczną nr 9. Część zachodnią nazywano Wytwórnią Chemiczną nr 11, lecz nie prowadzono tu produkcji, a w 1956 włączono ją pod zarząd Wytwórni Chemicznej nr 9. Według zamierzeń ówczesnych polskich władz centralnych, fabryka miała ulec całkowitej likwidacji.
W połowie 1947 wstrzymano decyzję o demontażu Wytwórni Chemicznej nr 9. Przed załogą 465 pracowników postawiono zadanie uruchomienia produkcji materiałów wybuchowych dla górnictwa, które miało być osią gospodarki narodowej. Urzędującego od 1945 pełnomocnika rządu ds. zakładu Eugeniusza Smolińskiego w sierpniu 1947 roku aresztowano i oskarżono o mimowolną zmianę decyzji KRN o zaniechaniu odbudowy fabryki. W 1949 roku skazano go na śmierć i stracono.
W 1948 władze zdecydowały o wznowieniu produkcji materiałów wybuchowych w obliczu zaostrzenia się konfliktu zimnowojennego. Pionierami byli pracownicy przedwojennej wytwórni prochu w Pionkach oraz osoby pracujące w dawnej DAG Fabrik Bromberg. Za symboliczny początek istnienia zakładów przyjęto datę 4 grudnia 1948, kiedy to uruchomiono pierwszą instalację do produkcji trotylu dla górnictwa i wojska. Były to zakłady strategiczne dla obronności państwa, w związku z tym zgodnie ówczesnymi standardami socrealizmu powzięto decyzję o budowie dużego osiedla pracowniczego ze szkołami, sklepami, przychodniami, domem kultury i biblioteką. Inwestycja wpisana w Plan sześcioletni (1950–1956) objęła oprócz rozbudowy istniejącego już od 1940 osiedla Awaryjnego w Łęgnowie, także budowę od podstaw nowego osiedla na Kapuściskach w pobliżu bramy nr 2 Zakładów Chemicznych.
Zakłady wykorzystywały część poniemieckiej infrastruktury, prowadząc ściśle tajną produkcję trotylu (TNT), a od 1950 także heksogenu (RDX) dla armii państw Układu Warszawskiego. Każdego dnia wytwarzano 80 ton materiałów wybuchowych. W 1951 uruchomiono drugą linię technologiczną do produkcji trotylu, a w 1953 roku rozpoczęto eksport wyrobów m.in. do krajów socjalistycznych oraz Chin, który w późniejszych latach stanowił 25% sprzedaży. Maszyny i aparatura chemiczna były w całości dziełem polskiej myśli technicznej, gdyż embargo gospodarcze zablokowało dostęp do zachodnioeuropejskich technologii. Pośpieszne, eksperymentalne i prowizoryczne rozwiązania w zakresie techniki produkcji doprowadziły do szeregu awarii. W nocy z 18 na 19 listopada 1952 doszło do potężnej eksplozji na linii produkcyjnej trotylu, w wyniku której zginęło 15 pracowników, 84 zostało rannych, zniszczeniu uległy 132 budynki, po wytwórni pozostał krater o średnicy 80 m, a skutki wybuchu (potłuczone szyby w oknach) były odczuwalne w promieniu 10 km. W 1968 nastąpił kolejny wybuch, mniejszy i nie tak tragiczny w skutkach.

### Apogeum rozwoju
Odprężenie w stosunkach międzynarodowych po śmierci Józefa Stalina w połowie lat 50. XX w. postawiło funkcjonowanie fabryki pod znakiem zapytania. Aby utrzymać miejsca pracy, podjęto decyzję o rozszerzeniu asortymentu produkcji o półprodukty chemiczne, barwniki oraz tworzywa sztuczne. W 1956 funkcjonowały wydziały: barwników, syntezy tworzyw sztucznych, półproduktów organicznych, doświadczalny oraz specjalny (produkcja materiałów wybuchowych). W wyniku adaptacji oraz przeróbek przez pracowników aparatury chemicznej uruchomiono w Bydgoszczy nową produkcję: aniliny, nitrobenzenu, dinitrobenzenu, metanitroaniliny, siarczanu hydrazyny, barwników helionowych, kwasowych i tłuszczowych, pigmentów i laków, benzenosulfochlorku, polwinitu i folii z PCW, mocznika kwasu I oraz syntetycznego fenolu. Do produkcji wykorzystywano solankę transportowaną z kopalni pod Inowrocławiem. W 1967 roku Zachem zatrudniał ponad 5 tys. pracowników, a wartość produkcji wynosiła 1,7 mld zł.
Możliwości produkcyjne Zakładów Chemicznych „Zachem” w Bydgoszczy wykraczały znacznie ponad potrzeby gospodarki kraju. W latach 60. średnie wykorzystanie aparatury wytwórczej wynosiło 75%. Do osiągnięć technologicznych Zachemu należały m.in. rodzima technologia produkcji dianu, służącego do wytwarzania żywic epoksydowych, technologia wytwarzania poliwęglanu, wdrożenie patentowej metody wytwarzania barwników wywoływanych na włóknie, pologenów, technologii produkcji ketonu Michlera, rozjaśniaczy optycznych oraz produkcji płyt ze spienionego polichlorku winylu. Z powodu niewielkiego zapotrzebowania krajowego na wytwarzane w Zachemie półprodukty, poszukiwano odbiorców za granicą. Przedsiębiorstwo nie było jednak konkurencyjne na rynkach światowych z powodu niskiej jakości produktów.
W apogeum rozwoju zakład zajmował 484 ha powierzchni, wyposażonej w 120 km dróg, 70 km bocznic kolejowych i 200 km sieci energetycznych wysokiego napięcia. W 1976 zatrudniał on bezpośrednio 7278 pracowników, a dalsze 6 tys. pracowało w firmach kooperujących. Na obszarze zakładu znajdowały się drogi o własnym nazewnictwie i z własną komunikacją autobusową, funkcjonowały: szkoła, przedszkole, stołówka, przychodnia, mały szpital, dom kultury, klub sportowy, stadion, hala, kino, gazeta, rozgłośnia zakładowa, drukarnia, hotele robotnicze, elektrociepłownia, straż pożarna, stacja ratownictwa chemicznego, a nawet tuczarnia trzody chlewnej oraz własny przystanek kolejowy Bydgoszcz Żółwin. Pracownicy mogli spędzać wakacje w zakładowym ośrodku w Sopocie lub sanatorium w Ciechocinku. W latach 1974–1984 na Wyżynach wzniesiono stadion i halę sportową zakładowego klubu sportowego Chemik Bydgoszcz.
Ogromny, w dużej części zalesiony teren zakładów ogrodzony był podwójnym płotem z drutu kolczastego, a chronił go uzbrojony w broń (kbk, PM, PW) 100-osobowy oddział Zakładowej Straży Przemysłowej. Straż pilnowała wjazdów, gdzie kontrolowano przepustki, patrole dokonywały obchodu terenu oraz konwojowały transporty materiałów „S” (specjalnych). Przyznawanie przepustek było poprzedzone dokładnym sprawdzeniem osób wchodzących na teren zakładu. Mimo zabezpieczeń i dokładnej weryfikacji pracowników, dochodziło do incydentów, np. w 1969 pracownik Oddziału 100 próbował wynieść z zakładu 1,5 kg trotylu.
Na początku lat 70. XX w. przekazano Zachemowi brytyjską technologię produkcji pianek poliuretanowych, która była częścią zakupu przez PRL kompleksu licencyjnego samochodu Fiat 126p. W 1974 uruchomiono zakład syntezy: instalacje elektrolizy solanki, fosgenu, DNT, toluenodiaminy (TDA) i toluenodiizocyjanianu (TDI – surowiec do produkcji pianek), a w latach 1976–1981 – instalację epichlorohydryny (EPI – do żywic syntetycznych), na podstawie zmodyfikowanej licencji zagranicznej. W drugiej połowie lat 70. w obliczu narastającego kryzysu gospodarczego usiłowano rozwijać tzw. produkcję antyimportową, zastępując zagraniczne surowce i półprodukty krajowymi zamiennikami. Jako produkty uboczne wytwarzano m.in.: folie, wykładziny podłogowe, kleje do wykładzin itp. W 1976 zakład włączono do Zjednoczenia Przemysłu Organicznego „Organika”, co znalazło odzwierciedlenie w nazwie przedsiębiorstwa. W latach 70. XX w. z powodu ograniczonych środków finansowych nie powstały żadne obiekty służące ochronie środowiska.
W latach 70. XX w. 90% całego eksportu z zakładu kierowano do krajów zachodnich, m.in.: Szwajcarii, Włoch, Wielkiej Brytanii, RFN, Holandii, Hiszpanii, Francji, USA i Japonii. Eksportowano głównie półprodukty chemiczne, olej anilinowy, epichlorohydrynę, polwinit oraz barwniki syntetyczne. Pod względem wpływów uzyskanych z eksportu przedsiębiorstwo w 1987 roku zajmowało drugie miejsce w województwie bydgoskim (28 mln dolarów i 8 mln rubli).
W początkach lat 80. XX w. instalacje produkcyjne zakładu były już w znacznej części przestarzałe i wyeksploatowane. Niektóre z nich groziły skażeniem środowiska naturalnego. Drogi, sieci kanalizacyjne i wodociągowe, energetyczne oraz łączności eksploatowano bez remontów od chwili zbudowania w czasie II wojny światowej. W 1983 uruchomiono produkcję płyt ze sztywnej pianki poliuretanowej, a w 1984 nowej grupy barwników metalokompleksowych. Zintensyfikowano również produkcję polwinitów, usprawniono produkcję TDI i epichlorohydryny.
Zakład należał do największych trucicieli środowiska w województwie bydgoskim. Składowano hałdy odpadów (szlamy, smoły, pył paleniskowy, gips), do Wisły wpuszczano 90 tys. m³ ścieków, które poddawano tylko częściowemu oczyszczeniu mechanicznemu, a do atmosfery emitowano wyziewy poprodukcyjne powstające w trakcie wytwarzania fenolu, aniliny, nitrozwiązków, barwników i chloru. W 1963 po raz pierwszy stwierdzono oficjalnie pogorszenie jakości wody w dolinie Wisły poniżej zakładu, co spowodowało, że od 1969 do 2014 mieszkańcom Łęgnowa i Otorowa dostarczano wodę za darmo. Na terenie Zachemu znajdowało się 406 źródeł emisji zanieczyszczeń. Wśród emitowanych związków trujących, paraliżujących i toksycznych znajdowały się takie, jak chlorowodór, amoniak, fosgen czy freon. Wskutek emisji różnych związków chemicznych, w Puszczy Bydgoskiej nastąpiło zamieranie lasu sosnowego na obszarze ponad 60 ha. Zagrożenie było tym większe, że w pobliżu przedsiębiorstwa powstały osiedla mieszkaniowe: Kapuściska, Wyżyny i Glinki, zaliczane wówczas do „sypialni miasta”. W 1985 roku na klatkach schodowych domów Kapuścisk wywieszono instrukcje zachowania się mieszkańców w razie awarii instalacji Zachemu. 28 grudnia 1989 Sąd Wojewódzki w Bydgoszczy nakazał wstrzymanie ze skutkiem natychmiastowym produkcji fenolu. W tym samym roku jako tereny zanieczyszczone ceniono 30 proc. powierzchni Zachemu.

### Restrukturyzacja po 1989 roku
W 1990 zakłady znalazły się wśród 400 przedsiębiorstw państwowych przeznaczonych do powszechnej prywatyzacji, czego jednak nie przeprowadzono z powodu niekonsekwentnej polityki ekip rządowych. Na początku lat 90. zamknięto instalacje szczególnie uciążliwe dla środowiska: fenolu, nitrobenzenu, aniliny, niektórych barwników oraz zaniechano wykorzystywania freonu przy produkcji pianek. Od 1992 rozwijano natomiast instalację produkcji TDI według własnej technologii (z 7 tys. ton w 1992 do 30 tys. ton w 1997), modernizowano technologie przetwórstwa PCW (1998), rozwijano produkcję pianek PUR, polwinitów i epichlorohydryny. Zakład zredukował ilość odpadów stałych i gazów odprowadzanych do atmosfery. Utworzono nowe izolowane składowisko odpadów, centralną stację neutralizacji ścieków (1997) oraz spółkę dla budowy oczyszczalni ścieków „Kapuściska”. W latach 90. wzniesiono zautomatyzowany Zakład Pianki PUR oraz Stację Ratownictwa Chemicznego.
W 1992 część zakładu specjalizująca się w produkcji materiałów wybuchowych została wydzielona i usamodzielniona jako Zakłady Chemiczne „Nitro-Chem”. Po podziale w Zakładach Chemicznych Organika Zachem pracowało 2894 ludzi. Z zakładów wydzielono 16 spółek-córek nie biorących bezpośredniego udziału w produkcji, tworzących tzw. Grupę Zachem m.in. Metalko, Transchem, Transclean, Biprochem, Sopur, Sowir, Regula, Metalkor. We współpracy z kapitałem zagranicznym utworzono spółkę Natural Chemical Products, zajmująca się przetwórstwem poliuretanów.
W 2001 Zachem spełnił wymogi Systemu Zarządzania Środowiskiem wg norm ISO 14001 oraz Systemu Zarządzania Zdrowiem i Bezpieczeństwem wg normy BS 8800. Udział eksportu wynosił 43% sprzedaży firmy. W latach 2001–2003 przeprowadzono gruntowną modernizację instalacji TDI, która pozwoliła na podwojenie zdolności produkcyjnych. W 2005 roku z dawnego Zakładu Barwników utworzono spółkę Zachem Barwniki, która kontynuował produkcję barwników, pigmentów, rozjaśniaczy optycznych i środków dezynfekcyjnych. W tym samym czasie ze struktur firmy wydzieliła się spółka Zachem – UCR, powstała na bazie służb i warsztatów Utrzymania Ciągłości Ruchu (UCR) poszczególnych zakładów produkcyjnych ZCH Zachem oraz pracowników służb technicznych utrzymania instalacji wodno-kanalizacyjnych i przesyłu czynników energetycznych.
Na początku XXI wieku w skład firmy wchodziły cztery samodzielnie bilansujące się zakłady:
- Syntezy (produkcja TDI),
- EPI (produkcja epichlorohydryny),
- Centrum Biznesowe Pianki (produkcja pianek PUR),
- Centrum Biznesowe Tworzywa (produkcja tworzyw sztucznych).

Od 1 stycznia 2008 w życie weszła nowa struktura organizacyjna, na mocy której Zakłady Syntezy i EPI zostały połączone we wspólny Kompleks Monomerów.
Zakład posiadał następujące udziały w rynku krajowym:
- TDI – ponad 50% (45 tys. ton[33])
- epichlorohydryna – blisko 100%,
- polwinity i polwiplasty – ok. 30%,
- pianki poliuretanowe – ok. 17%.

Najwięcej zysków zakładowi przynosiło TDI, w większości eksportowane oraz pianki poliuretanowe, wykorzystywane do produkcji m.in. elementów tapicerskich, siedzeń samochodowych i materacy. Firma była piątym największym producentem TDI w Europie. Udział w globalnym rynku produktu wynosił 4%.

### Prywatyzacja
Pierwszym krokiem na drodze prywatyzacji Zachemu było utworzenie 5 maja 2003 roku jednoosobowej spółki Skarbu Państwa. W 2006 roku Zachem zatrudniał ok. 1200 pracowników i należał do największych pracodawców w Bydgoszczy. Powierzchnia zakładu to 484 ha. Długość dróg – 120 km, bocznic kolejowych – 70 km, sieci wysokiego napięcia – 200 km. Jako jedyny zakład w Polsce produkował TDI, epichlorohydrynę i chlorek allilu.
Na początku 2006 roku w ramach prywatyzacji Sektora Wielkiej Syntezy Chemicznej, Ciech rozpoczął starania o zakup Zachemu od Nafty Polskiej, która była kontrolowana przez Skarb Państwa. Transakcja została sfinalizowana 20 grudnia 2006. Za 80% akcji Zachemu Ciech zapłacił 80 mln zł, zobowiązując się przeprowadzić do końca 2011 inwestycje w łącznej wysokości 176 mln zł.
Od momentu przejęcia firmy tylko w dwóch pierwszych latach uzyskiwała ona dodatni wynik ekonomiczny. Potem z każdym rokiem generowała coraz większe straty.
Dekoniunktura na rynku związana z kryzysem finansowym, wymusiła znaczne zmiany restrukturyzacyjne. Ciech wykupił z Zachemu część zajmującą się produkcją pianek poliuretanowych i utworzył spółkę Ciech Pianki. Spółka Boruta – Kolor Sp. z o.o. w Zgierzu została sprzedana Zachemowi, który połączył ją ze swoją spółką zależną Zachem Barwniki. Część zakładu zajmująca się produkcją tworzyw sztucznych została także sprzedana spółce Polivinyl S.A. Rok 2011 Zachem zakończył ze stratą w wysokości 59 mln zł, co było wynikiem m.in. spadku cen TDI oraz wzrostem cen surowców. Zadłużenie sięgało 450 mln zł. W 2011 roku liczba pracowników spadła do 1000 osób.
W październiku 2012 Ciech poinformował o zawarciu warunkowej umowy sprzedaży rynków i technologii TDI na rzecz firmy BASF, w związku z czym zakład produkcji TDI został zamknięty.
Z końcem 2012 roku firma zakończyła działalność produkcyjną. W chwili zamknięcia posiadała 700-osobową załogę oraz 400 hektarów terenu. Pozostałe po zakładzie instalacje wyłączono i częściowo zdemontowano.
Demontaż instalacji pozostałych po zakładzie trwał przez kilka lat po zamknięciu zakładu; dopiero latem 2020 rozebrano znajdująca się przy ul. Petersona instalację do magazynowania propylenu z czterema stalowymi zbiornikami oznaczonymi symbolami T-51/1, T-51/2, T-51/3, T-51/4. Każdy z nich, o pojemności całkowitej 250 m sześc. i roboczej 200 m sześć., osadzony był na betonowej pięcioramiennej konstrukcji wspartej na pięciu betonowych słupach.
27 czerwca 2013 firma zmieniła nazwę na „Infrastruktura Kapuściska” S.A. i zajęła się zarządzaniem infrastrukturą oraz zaopatrywaniem w media podmiotów gospodarczych.

### Upadłość
30 grudnia 2013 roku zarząd spółki złożył do sądu wniosek o upadłość ze względu na utratę płynności finansowej.
14 marca 2014 roku sąd ogłosił upadłość likwidacyjną spółki „Infrastruktura Kapuściska Spółka Akcyjna” (następcy prawnego dawnego Zachemu). Wartość majątku pozostawionego przez firmę – magazyny, hale, nigdy nie uruchomiona instalacja EPI, infrastruktura drogowa (120 km dróg o powierzchni 30 ha) i sieciowa (w tym znajdująca się w złym stanie sieć wodociągowa z lata 1941–1943 i 1970–75) – syndyk wycenił na 133 mln zł. Całość majątku firmy zaoferowano za 108 mln zł, jednakże w związku z niezłożeniem do 8 lipca 2014 żadnej oferty kupna, rozpoczęto sprzedaż majątku Zachemu w częściach. 21 grudnia 2015 9 km ulic zajmujących powierzchnię 19 ha na terenie upadłego przedsiębiorstwa kupiło za 1,2 mln zł miasto Bydgoszcz, co umożliwiło kursowanie po terenie dawnego zakładu komunikacji miejskiej.
W ramach zagospodarowania terenów upadłego przedsiębiorstwa dokonano szeregu rozbiórek nieużywanych obiektów i instalacji, np. latem 2021 wyburzono kolumny absorpcyjne służące do odzyskiwania kwasu azotowego, znajdujące się w lesie niedaleko obecnej ul. Hechlińskiego na południe od budynku firmy Boruta-Zachem.

### Nazwy
Nazwy zakładu w przekroju historycznym:
- 1945–1948 – Państwowa Wytwórnia Prochu w Łęgnowie
- 1948–1951 – Wytwórnia Nitrozwiązków Łęgnowo
- 1951–1959 – Wytwórnia Chemiczna nr 9 w Łęgnowie
- 1959–1971 – Zakłady Chemiczne w Bydgoszczy
- 1971–1976 – Zakłady Chemiczne Zachem w Bydgoszczy
- 1976–2003 – Zakłady Chemiczne Organika-Zachem w Bydgoszczy
- 2003–2012 – Zakłady Chemiczne Zachem S.A. w Bydgoszczy
- 2012–2014 – Infrastruktura Kapuściska S.A.

## Próby wykorzystania budynków po DAG Fabrik Bromberg
Na terenie Zachemu jako spadek po hitlerowskiej fabryce materiałów wybuchowych DAG Fabrik Bromberg znajdowało się 475 budynków po 5 wydziałach produkcyjnych nitrogliceryny (NGL-Betrieb), nitrocelulozy (NC-Betrieb), prochów strzelniczych (POL-Betrieb), kruszących materiałach wybuchowych (TRI/DI-B Betrieb), elaboracji amunicji (FÜLSTELLE), kwasu siarkowego (LURGI-Betrieb), a ponadto 360 km dróg betonowych lub z kostki granitowej, 40 km torów kolejowych z czterema stacjami przeładunkowymi, kotłownie z elektrowniami (3) o łącznej mocy ok. 50 MW, kolektor wody przemysłowej z Wisły oraz 25 studni głębinowych wody pitnej.
Próby wykorzystania poniemieckich budynków do innych produkcji chemicznych dokonane w Zakładach Chemicznych w latach 1956–1980, tylko częściowo okazały się udane. Dotyczyło to głównie części zakładu produkującej materiały wybuchowe. W ogóle nie wykorzystano obiektów do produkcji nitrogliceryny (NGL) oraz prochów strzelniczych (POL). Kilkaset budynków stało przez lata zarośniętych przez las. Wykorzystano jedynie niektóre duże budynki wydziałów NC oraz TRI/DI-B. W strefie POL-Betrieb, na obszarze 150 ha w latach 70. zbudowano nowy wydział syntezy chemicznej półproduktów do wytwarzania tworzyw sztucznych. Poniemieckie budynki rozkruszono materiałami wybuchowymi, a gruz wywieziono i zasypano nim nieczynne bagniste koryto ujścia Brdy do Wisły.

## Kluby sportowe
Dzisiejsze kluby sportowe: Chemik Bydgoszcz oraz Łuczniczka Bydgoszcz to kontynuacja działań ludzi związanych z Zakładami Chemicznymi Zachem. W 1955 dwa koła sportowe: Wisła Łęgnowo (zał. 1949) i Unia Łęgnowo (zał. 1951) połączyły się i przyjęły wspólną nazwę: Unia-Wisła Łęgnowo. Klub prowadził działalność w dyscyplinach: boks, lekkoatletyka, piłka nożna, siatkówka kobiet i mężczyzn, strzelectwo, sporty wodne. W 1960 nazwę zmieniono na Gryf Bydgoszcz, a w 1969 na KS Zachem Bydgoszcz. 30 stycznia 1976 roku zatwierdzono kolejną zmianę nazwy na Bydgoski Klub Sportowy Chemik oraz jego barwy: biały, niebieski, czerwony. W 2007 drużyna siatkarska Chemika wyodrębniła się jako spółka akcyjna Łuczniczka Bydgoszcz z udziałowcami: BKS Chemik i miasto Bydgoszcz. Zespół w rozgrywkach PlusLigi występował pod nazwą Delecta Bydgoszcz (2007–2013), Transfer Bydgoszcz (2013–2015) i Łuczniczka Bydgoszcz (od 2015).

## Osiedle Awaryjne
Tuż przy granicy Zachemu od strony ul. Hutniczej i Nowotoruńskiej znajduje się tzw. osiedle Awaryjne. Wzniesiono je w latach 1940–1944 dla niemieckiej kadry kierowniczej DAG Fabrik Bromberg, która w razie awarii miała szybko dotrzeć do fabryki. Stąd pochodzi nazwa osiedla. W pobliżu powstało osiedle 100 murowanych i drewnianych baraków dla robotników przymusowych i jeńców wojennych. Po wojnie osiedle (57 budynków) zamieszkiwało 2 tys. pracowników Zachemu. W latach 50. XX w. w ramach Planu Sześcioletniego osiedle zmodernizowano i wyposażono m.in. w bibliotekę, kino, żłobek, przychodnię, stołówkę, bar mleczny, basen odkryty. W latach 60. XX w. budowano tu kolejne bloki zakładowe. W latach 80. XX w. niektóre obiekty użyteczności publicznej zamieniono na mieszkania, a basen zamknięto. Osiedle znajdowało się tzw. strefie zagrożonej przez wyziewy z instalacji chemicznych Zachemu.

## Zanieczyszczenia
W latach 70. i 80. XX w. Zachem emitował do atmosfery 70 różnych substancji, 1300 ton gazów rocznie. Z wydziału barwników woda odprowadzana była kaskadową strugą do odstojników w Łęgnowie. Po kolorze wody można było poznać, jaki akurat barwnik jest w produkcji. Wokół instalacji fenolu zamarła sosna. Z kolei w oddziale syntezy ulatniały się z instalacji chlor i fenol, które uśmiercały ptaki przebywające w tym rejonie. W 1990 Zachem znajdował się na „Liście 80 zakładów najbardziej uciążliwych dla środowiska” w Polsce, z której skreślono go w 2001 roku po zrealizowaniu szeregu inwestycji służących ochronie środowiska. Osiągnięcia ekologiczne lat 90. to m.in. zmniejszenie ilości ścieków i odpadów o 80% oraz zanieczyszczeń atmosfery o 73%. Największą inwestycją proekologiczną firmy był 45% udział w budowie oczyszczalni ścieków „Kapuściska” w Bydgoszczy, oddanej do użytku w 2001 roku.
Po upadłości przedsiębiorstwa, Akademia Górniczo-Hutnicza (od 2011–2012) oraz Regionalna Dyrekcja Ochrony Środowiska (od 2015) przeprowadziły analizę stanu środowiska na terenach należących do zlikwidowanych zakładów. Według naukowców pierwszej z nich rejon dawnych zakładów jest jednym z najbardziej zanieczyszczonych obszarów przemysłowych na świecie.
AGH i RDOŚ zidentyfikowały odpowiednio 17 i 19 stref, z których zanieczyszczenia mogą ciągle przedostawać się do gruntów i wód podziemnych. Za najbardziej niebezpieczne źródła zanieczyszczeń uznano składowisko Zielona (11 ha), gdzie bezpośrednio na gruncie złożono kilkadziesiąt tysięcy ton siarczynu pofenolowego, a poziom fenolu w jego sąsiedztwie przekracza normę dla wód pitnych ponad 150 tysięcy razy. Innymi groźnymi źródłami zanieczyszczeń są: składowisko Lisia (dwa betonowe osadniki o długości blisko 500 m, szerokości 20 m i głębokości około 3 m zlokalizowane na działce 7/186 o pow. ok. 1 ha), składowisko odpadów z produkcji EPI (dawny staw sedymentacyjny (osadowy) epichlorohydryny (SOE) o pow. 3 ha z 1977; zasypany do wysokości wału, wokół którego ułożono betonowe płyty), obszar placu hałdowego i osadników szlamu poanilinowego (dół ziemny, w którym składowano szlamy solankowe oraz popioły i żużle z elektrociepłowni), rejon tzw. soczewki nitrobenzenu, obszar zanieczyszczony toluenodiaminą i toluenodiizocyjanianem (TDA i TDI) oraz obszar instalacji dinitrotoluenu. Pochodzące z nich zanieczyszczenia (głównie fenol, anilina i toluidyna) w tempie 20 metrów na rok rozpływają się wraz z wodami podziemnymi w kierunku Wisły i Brdy, co powoduje zagrożenie ekologiczne terenów położonych w granicach osiedla Łęgnowo Wieś. W próbkach z pozachemowskich terenów do dziś wykrywane są toksyczne i rakotwórcze substancje, poza wymienionymi wyżej także takie jak toluen, nitrobenzen, naftalen, antracen, piren i fluoren.
Także do stawu na składowisku EPI (SOE) zrzucano prawdopodobnie szlam solankowy (co spowodowało wzrost odczynu pH wody z 7,4-7,7 do 11,3-11,5). W rezultacie na tym obszarze występują zanieczyszczenia zarówno nieorganiczne, jak i organiczne o charakterze kancerogennym, mutagennym i toksycznym (fenole, nitrobenzen, toluidyna, nitrotoluen). W szczególności chlorki skaziły wody podziemne czwartorzędowego piętra wodonośnego, co stwierdzono już w 2008.
Kompleks składowisk syndyk sprzedał prywatnemu przedsiębiorcy. Od 2014 r. nie działa ujęcie barierowe, w wyniku czego przepływ zanieczyszczeń następuje w sposób niekontrolowany, pomimo tego, że w 2016 r. RDOŚ nałożyła obowiązek uruchomienia ujęcia wraz z przeprowadzeniem badań gleby, ziemi i wód (decyzję tę Generalny Dyrektor Ochrony Środowiska uchylił w 2017 r.), a w 2018 przeprowadzenia działań zapobiegawczych w rejonie kompleksu Zielona. AGH postuluje budowę sarkofagów, których koszt szacuje się na 2 mld zł. Szacuje się, że zanieczyszczenia ze składowiska Zielona skaziły obszar o łącznej powierzchni ok. 300 ha.
Innym miejscem, które uległo zanieczyszczeniu, jest plac spalań w Żółwinie, użytkowany przez kilka dekad od 1950 (wcześniej odpady spalano na placyku przy ul. Dąbrowa) i zlokalizowany na nachylonej ku północy, porośniętej trawami wydmie. Znajdował się on w opuszczonej wsi na skrzyżowaniu z dawną drogą na trasie Bydgoszcz – Toruń, która w latach 50. biegła przez środek Żółwina. Plac spalań znajdował się kilkaset metrów od wschodniego płotu zakładu. Dojazd zapewniała betonowa, zachowana do dzisiaj droga, wybudowana na potrzeby D.A.G. Fabrik Bromberg.
Utylizowano tu odpady poprodukcyjne, spalając je w dołach wykopanych w ziemi. Nieznana jest data zakończenia tego procesu; nie wiadomo też, czego konkretnie w tym miejscu się pozbywano.
W 2018 r. zaaprobowano projekt oczyszczenia terenów dawnego Zachemu w latach 2018–2023. Przeznaczono na ten cel 93,4 mln zł, z czego 85% pochodzi ze środków UE.

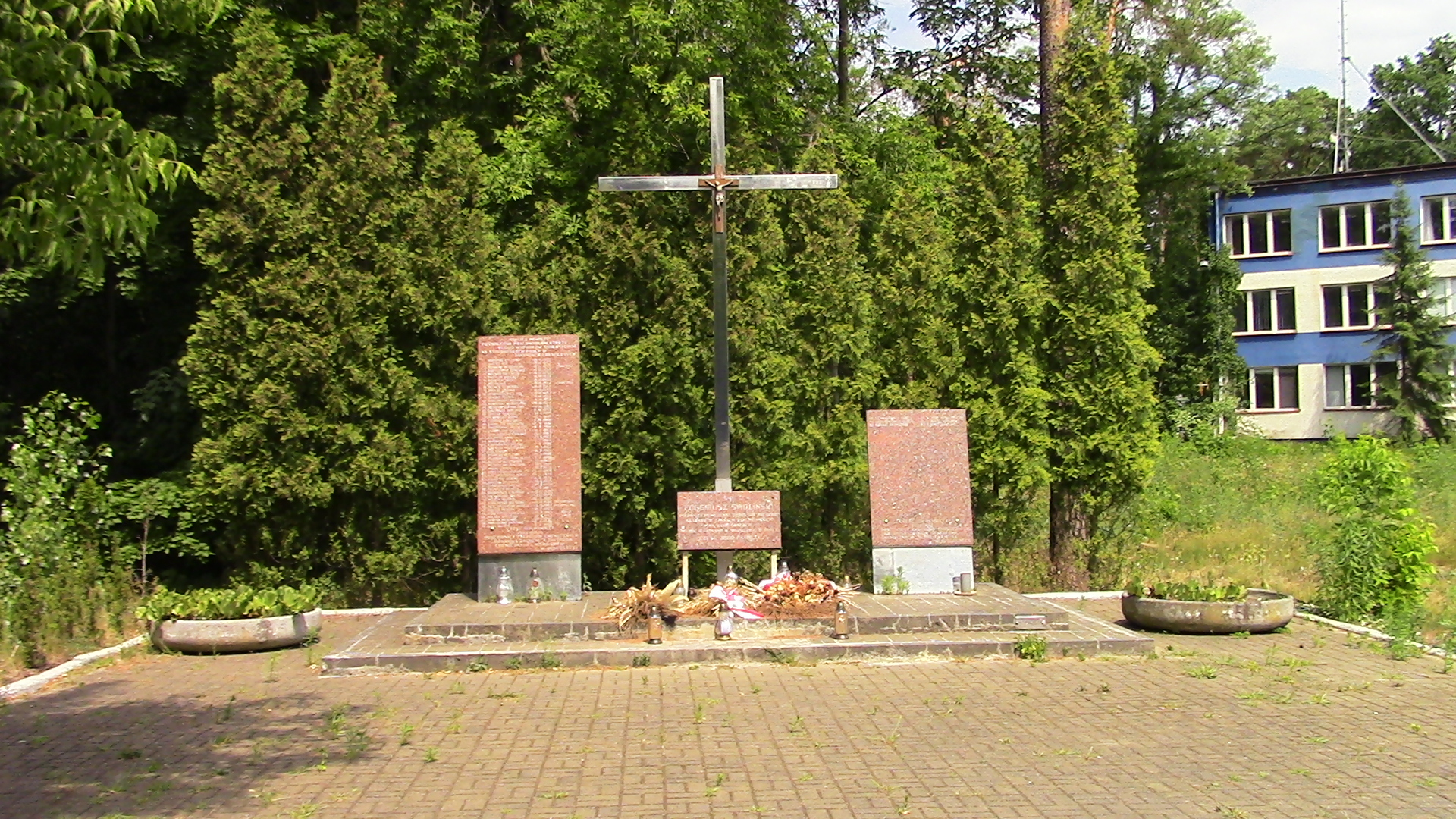
Obelisk upamiętniający pracowników Zachemu

W 2021 r. polsko-francuskie konsorcjum Remea Societe Par Actions Simplifiee a Associe Unique, Remea Sp. z o.o. oraz Menard Sp. z o.o. przystąpiło do budowy instalacji do remediacji zanieczyszczonych terenów w rejonie dawnego Zachemu. Instalacja przynajmniej do 2023 zabezpieczyć miała dzielnicę Łęgnowo, zapobiegając rozprzestrzenianiu się zanieczyszczeń ze składowiska toksycznych odpadów „Zielona” oraz oczyścić glebę i wody podziemne na powierzchni ponad 26 ha ze szkodliwych substancji. Cały projekt remediacji miał pochłonąć 90 mln zł.

## Obelisk upamiętniający pracowników, którzy zginęli w czasie pracy
W 1981 roku z inicjatywy organizacji NSZZ „Solidarność” w Zachemie postawiono krzyż, na którym znalazły się wszystkie nazwiska pracowników, którzy zginęli w związku z wypadkami w pracy na terenie zakładów. Pomimo oporu ówczesnych władz, obawiających się w tym miejscu solidarnościowych demonstracji, monument został ostatecznie postawiony w rejonie bramy zakładu przy ul. Wojska Polskiego.